# Gran Premio Ciclomotoristico 1958
Il Gran Premio Ciclomotoristico delle Nazioni 1958, già Roma-Napoli-Roma, trentacinquesima edizione della corsa, si svolse dal 30 aprile al 6 maggio 1958 su un percorso di 1663,4 km, suddiviso su 7 tappe (la seconda, la terza, la sesta e l'ultima suddivise in 2 semitappe). La vittoria fu appannaggio del belga Jos Hoevenaers, che completò il percorso in 45h14'46", precedendo lo spagnolo Miguel Poblet e l'italiano Giuseppe Fallarini.

## Tappe
| Tappa  | Data      | Percorso                             | km     | Vincitore di tappa | Leader cl. generale |
| ------ | --------- | ------------------------------------ | ------ | ------------------ | ------------------- |
| 1ª     | 30 aprile | Roma > Campobasso                    | 256    | Miguel Poblet      | Miguel Poblet       |
| 2ª-1   | 1º maggio | Campobasso > Foggia                  | 133,8  | Giuseppe Fallarini | Giuseppe Fallarini  |
| 2ª-2   | 1º maggio | Foggia > Bari                        | 152,5  | Bruno Tognaccini   | ?                   |
| 3ª-1   | 2 maggio  | Bari > Brindisi                      | 132,9  | Alfredo Sabbadin   | ?                   |
| 3ª-2   | 2 maggio  | Brindisi > Lecce (cron. individuale) | 61     | Ercole Baldini     | ?                   |
| 4ª     | 3 maggio  | Lecce > Taranto                      | 176    | Armando Pellegrini | ?                   |
| 5ª     | 4 maggio  | Taranto > Potenza                    | 208,3  | Miguel Poblet      | ?                   |
| 6ª-1   | 5 maggio  | Potenza > Castellammare di Stabia    | 179    | Ercole Baldini     | ?                   |
| 6ª-2   | 5 maggio  | Castellammare di Stabia > Caserta    | 88,6   | Miguel Poblet      | Jos Hoevenaers      |
| 7ª-1   | 6 maggio  | Caserta > Sabaudia                   | 145,5  | Miguel Poblet      | Jos Hoevenaers      |
| 7ª-2   | 6 maggio  | Sabaudia > Roma                      | 129,8  | Miguel Poblet      | Jos Hoevenaers      |
| Totale | Totale    | Totale                               | 1663,4 |                    |                     |

## Dettagli delle tappe

### 1ª tappa
- 30 aprile: Roma > Campobasso – 256 km

Risultati
| Pos. | Corridore      | Squadra | Tempo    |
| ---- | -------------- | ------- | -------- |
| 1    | Miguel Poblet  | Ignis   | 7h38'12" |
| 2    | Jos Hoevenaers | Faema   | a 12"    |
| 3    | Aldo Moser     | Calì B. | a 55"    |

| Pos. | Corridore     | Squadra | Tempo |
| ---- | ------------- | ------- | ----- |
| 1    | Miguel Poblet | Ignis   | ?     |

### 2ª tappa, 1ª semitappa
- 1º maggio: Campobasso > Foggia – 133,8 km

Risultati
| Pos. | Corridore          | Squadra | Tempo    |
| ---- | ------------------ | ------- | -------- |
| 1    | Giuseppe Fallarini | Asborno | 3h34'40" |
| 2    | Aldo Moser         | Calì B. | a 46"    |
| 3    | Alfredo Sabbadin   | Asborno | a 48"    |

| Pos. | Corridore          | Squadra | Tempo |
| ---- | ------------------ | ------- | ----- |
| 1    | Giuseppe Fallarini | Asborno | ?     |

### 2ª tappa, 2ª semitappa
- 1º maggio: Foggia > Bari – 152,5 km

Risultati
| Pos. | Corridore        | Squadra | Tempo    |
| ---- | ---------------- | ------- | -------- |
| 1    | Bruno Tognaccini | Ignis   | 3h41'52" |
| 2    | Aldo Moser       | Calì B. | a 7'10"  |
| 3    | Alfredo Sabbadin | Asborno | a 7'13"  |

| Pos. | Corridore | Squadra | Tempo |
| ---- | --------- | ------- | ----- |
| 1    | ?         | ?       | ?     |

### 3ª tappa, 1ª semitappa
- 2 maggio: Bari > Brindisi – 132,9 km

Risultati
| Pos. | Corridore        | Squadra | Tempo    |
| ---- | ---------------- | ------- | -------- |
| 1    | Alfredo Sabbadin | Asborno | 2h55'28" |
| 2    | Fernand Picot    | Mercier | a 7'10"  |
| 3    | Pierre Gouget    | Mercier | a 7'13"  |

| Pos. | Corridore | Squadra | Tempo |
| ---- | --------- | ------- | ----- |
| 1    | ?         | ?       | ?     |

### 3ª tappa, 2ª semitappa
- 2 maggio: Brindisi > Lecce – Cronometro individuale – 61 km

Risultati
| Pos. | Corridore      | Squadra | Tempo    |
| ---- | -------------- | ------- | -------- |
| 1    | Ercole Baldini | Legnano | 1h18'15" |
| 2    | Giorgio Albani | Legnano | a 33"    |
| 3    | Piet van Est   | Magneet | a 36"    |

| Pos. | Corridore | Squadra | Tempo |
| ---- | --------- | ------- | ----- |
| 1    | ?         | ?       | ?     |

### 4ª tappa
- 3 maggio: Lecce > Taranto – 176 km

Risultati
| Pos. | Corridore          | Squadra    | Tempo    |
| ---- | ------------------ | ---------- | -------- |
| 1    | Armando Pellegrini | Faema      | 3h56'25" |
| 2    | Peter Post         | Dossche S. | a 28"    |
| 3    | Adolf Christian    | Carpano    | a 42"    |

| Pos. | Corridore | Squadra | Tempo |
| ---- | --------- | ------- | ----- |
| 1    | ?         | ?       | ?     |

### 5ª tappa
- 4 maggio: Taranto > Potenza – 208,3 km

Risultati
| Pos. | Corridore          | Squadra | Tempo    |
| ---- | ------------------ | ------- | -------- |
| 1    | Miguel Poblet      | Ignis   | 6h01'39" |
| 2    | Giuseppe Fallarini | Asborno | a 24"    |
| 3    | Jos Hoevenaers     | Faema   | a 1'13"  |

| Pos. | Corridore | Squadra | Tempo |
| ---- | --------- | ------- | ----- |
| 1    | ?         | ?       | ?     |

### 6ª tappa, 1ª semitappa
- 5 maggio: Potenza > Castellammare di Stabia – 179 km

Risultati
| Pos. | Corridore          | Squadra    | Tempo    |
| ---- | ------------------ | ---------- | -------- |
| 1    | Ercole Baldini     | Legnano    | 5h04'53" |
| 2    | Armando Pellegrini | Faema      | a 5"     |
| 3    | Peter Post         | Dossche S. | a 20"    |

| Pos. | Corridore | Squadra | Tempo |
| ---- | --------- | ------- | ----- |
| 1    | ?         | ?       | ?     |

### 6ª tappa, 2ª semitappa
- 5 maggio: Castellammare di Stabia > Caserta – 88,6 km

Risultati
| Pos. | Corridore      | Squadra | Tempo    |
| ---- | -------------- | ------- | -------- |
| 1    | Miguel Poblet  | Ignis   | 2h13'35" |
| 2    | Jos Hoevenaers | Faema   | a 5"     |
| 3    | Aldo Moser     | Calì B. | a 44"    |

| Pos. | Corridore      | Squadra | Tempo |
| ---- | -------------- | ------- | ----- |
| 1    | Jos Hoevenaers | Faema   | ?     |

### 7ª tappa, 1ª semitappa
- 6 maggio: Caserta > Sabaudia – 145,5 km

Risultati
| Pos. | Corridore      | Squadra    | Tempo    |
| ---- | -------------- | ---------- | -------- |
| 1    | Miguel Poblet  | Ignis      | 4h21'42" |
| 2    | Jos Hoevenaers | Faema      | a 2"     |
| 3    | Peter Post     | Dossche S. | a 54"    |

| Pos. | Corridore      | Squadra | Tempo |
| ---- | -------------- | ------- | ----- |
| 1    | Jos Hoevenaers | Faema   | ?     |

### 7ª tappa, 2ª semitappa
- 6 maggio: Sabaudia > Roma – 129,8 km

Risultati
| Pos. | Corridore          | Squadra | Tempo    |
| ---- | ------------------ | ------- | -------- |
| 1    | Miguel Poblet      | Ignis   | 3h16'40" |
| 2    | Jos Hoevenaers     | Faema   | a 9"     |
| 3    | Giuseppe Fallarini | Asborno | a 1'16"  |

| Pos. | Corridore          | Squadra | Tempo     |
| ---- | ------------------ | ------- | --------- |
| 1    | Jos Hoevenaers     | Faema   | 45h14'46" |
| 2    | Miguel Poblet      | Ignis   | a 2'56"   |
| 3    | Giuseppe Fallarini | Asborno | a 3'50"   |

## Classifiche finali

### Classifica generale
| Pos. | Corridore           | Squadra              | Tempo     |
| ---- | ------------------- | -------------------- | --------- |
| 1    | Jos Hoevenaers      | Faema-Guerra         | 45h14'46" |
| 2    | Miguel Poblet       | Ignis                | a 2'56"   |
| 3    | Giuseppe Fallarini  | Asborno-Fréjus       | a 3'50"   |
| 4    | Aldo Moser          | Calì Broni           | a 5'48"   |
| 5    | Adolf Christian     | Carpano              | a 10'43"  |
| 6    | Alfredo Sabbadin    | Asborno-Fréjus       | a 16'27"  |
| 7    | Silvestro La Cioppa | San Pellegrino Sport | a 17'16"  |
| 8    | Peter Post          | Dossche Sport        | a 23'57"  |
| 9    | Ercole Baldini      | Legnano              | a 29'24"  |
| 10   | Guido Boni          | Bianchi-Pirelli      | a 31'23"  |